# エディ・パルミエリ
エディ・パルミエリ（Eddie Palmieri、1936年12月15日 - 2025年8月6日）は、ニューヨーク・サウス・ブロンクス出身のラテンジャズ及びサルサ・ミュージシャン。ハード・ラテンというスタイルを築いた人物でもある。

## 来歴
ニューヨーク市のブロンクス地区生まれ。両親はイタリア系、プエルトリコ系移民。兄であるチャーリー・パルミエリと8歳からピアノを始める。ラテン・ミュージシャンの兄からの影響も強い。15歳になると、自身のバンドを地元ブロンクスの仲間と共に結成。19歳でプロのピアニストとなり、20歳からはティト・ロドリゲス等ニューヨーク・ラテンのシーンに登場する。
ロドリゲスの元を離れると、トロンボーン奏者のホセ・ロドリゲスやバリー・ロジャースと、自身のバンド「ラ・ペルフェクタ」を結成して『La Perfecta』シリーズ (Alegre)を発表。ジャズ界のJ・J・ジョンソンとカイ・ウィンディングによるトロンボーン・コンビからの影響も強く、サルサ・ミュージックのパイオニアとなり、また後継のウィリー・コローン等に強い影響を及ぼした。1960年代半ばからは、ジョン・コルトレーンやマッコイ・タイナー、セロニアス・モンク等からの影響も強くなり、ジャズにも傾倒し、独自のピアノ・スタイルを築き上げていった。
1974年発表の『ザ・サン・オブ・ラテン・ミュージック』(Coco)で、1975年度第18回グラミー賞の「最優秀ラテン・レコーディング」を獲得。1984年発表の『ルンバ!! (Palo Pa Rumba)』、1985年発表の『Solito』(2作ともMusica Latina)、1987年発表の『La Verdad』(Sonido Inc.)も次いでグラミー賞を受賞した。
1988年に兄チャーリーが死去した後は、「アフロ・キューバン・オクテット」を結成し、世界各地のジャズ・フェスティバルなどに出演した。1989年発表の『スエーニョ』(Intuition)では、ジャズ・フュージョン界のデイヴィッド・サンボーンやマイク・スターンとも共演した。また1992年には来日公演を行っている。
2000年にはティト・プエンテとの共作アルバム『マスターピース』を発表、グラミー賞を受賞した。2002年には自身の作品をセルフ・カバーした『La Perfecta II』(コンコード)を発表し、同年に10年ぶりとなる来日公演を果たした。2005年は音楽生活50周年記念を迎えるものであり、記念アルバム『リッスン・ヒア!』(コンコード)を発表。このアルバムにはマイケル・ブレッカー、ジョン・スコフィールド、クリスチャン・マクブライドらが参加し、このアルバムは2006年にグラミー賞を受賞した。2005年にも来日公演を行った。
2025年8月6日、ニュージャージー州ハッケンサックの自宅で死去。88歳没。

## ディスコグラフィ

### アルバム
- La Perfecta (1962年、Alegre)
- El molestoso (1963年、Alegre)
- Lo que traigo es sabroso (1964年、Alegre)
- Echando pa'lante (Straight Ahead) (1964年、Tico)
- Azúcar pa' ti (Sugar for You) (1965年、Tico)
- 『モサンピーケ』 - Mambo con conga es Mozambique (1965年、Tico)
- 『エル・ソニード・ヌエボ』 - El Sonido Nuevo (1966年、Verve) ※with カル・ジェイダー
- Bamboléate (1967年、Tico) ※with カル・ジェイダー
- Molasses (1967年、Tico)
- Champagne (1968年、Tico)
- 『フスティシア』 - Justicia (1969年、Tico)
- 『スーパーインポジション』 - Superimposition (1970年、Tico)
- 『山へ行こう』 - Vamonos pa'l monte (1971年、Tico)
- 『イン・コンサート・アット・ザ・ユニヴァーシティ・オブ・プエルト・リコ』 - In Concert at the University of Puerto Rico (1971年、Coco) ※旧邦題『エディ・パルミエリ・ライヴ プエルトリコ大学でのサルサ・コンサート』
- Harlem River Drive (1971年、Roulette) ※with ハーレム・リヴァー・ドライヴ
- 『ライヴ・アット・シンシン』 - Recorded Live at Sing Sing Vol. 1 (1972年、Tico) ※with ハーレム・リヴァー・ドライヴ
- 『センティード』 - Sentido (1973年、Coco/Mango)
- 『ライヴ・アット・シンシン Vol. 2』 - Recorded Live at Sing Sing Vol. 2 (1974年、Tico) ※1972年録音
- 『ザ・サン・オブ・ラテン・ミュージック』 - The Sun of Latin Music (1974年、Coco) ※with ラロ・ロドリゲス
- 『アンフィニッシュド・マスターピース』 - Unfinished Masterpiece (1975年、Coco)
- Eddie's Concerto (1976年、Tico)
- Festival 76 (1976年、Coco)
- 『エクスプロレイション』 - Exploration - Salsa-Jazz-Descarga (1978年、Coco)
- 『ルクミ、マクンバ、ヴードゥー』 - Lucumí, Macumba, Voodoo (1978年、Epic)
- Eddie Palmieri (1980年、Barbaro)
- Timeless (1981年、Coco)
- 『ルンバ!!』 - Palo pa' rumba (1984年、Musica Latina International)
- Solito (1985年、Musica Latina International)
- The Truth / La verdad (1987年、Fania)
- 『スエーニョ』 - Sueño (1989年、Intuition) ※旧邦題『夢 (スエニョ)』
- 『EP』 - EP (1990年、Fania)
- 『インディアがやって来る』 - Llegó La India Via Eddie Palmieri (1992年、Soho Sounds) ※with ラ・インディア
- 『パルマス』 - Palmas (1994年、Elektra Nonesuch)
- Arete (1995年、RMM)
- Vortex (1996年)
- 『エル・ルンベロ・デル・ピアノ』 - El rumbero del piano (1998年、RMM)
- Live (1999年)
- 『マスターピース』 - Masterpiece / Obra maestra (2000年、RMM/Universal) ※with ティト・プエンテ
- En Vivo Italia (2002年)
- La Perfecta II (2002年、Concord)
- Ritmo caliente (2003年、Concord Picante)
- 『リッスン・ヒア!』 - Listen Here! (2005年、Concord Picante)
- Simpático (2006年、ArtistShare) ※with ブライアン・リンチ
- 『エディ・パルミエリ・イズ・ドゥーイン・イット・イン・ザ・パーク』 - Eddie Palmieri Is Doin' It in the Park (2013年)
- 『サビドュリア』 - Sabiduría / Wisdom (2017年)
- Full Circle (2018年、Uprising)
- Mi Luz Mayor (2018年)